# Gare de Vézac - Beynac
La gare de Vézac - Beynac est une gare ferroviaire française de la Ligne de Siorac-en-Périgord à Cazoulès, située sur le territoire de la commune de Vézac, près de Beynac-et-Cazenac, dans le département de la Dordogne en région Nouvelle-Aquitaine.
Elle est mise en service en 1882 par la compagnie du chemin de fer de Paris à Orléans (PO) et fermée au 1978 par la Société nationale des chemins de fer français (SNCF).

## Situation ferroviaire
Établie à 72 mètres d'altitude, la gare de Vézac - Beynac est située au point kilométrique (PK) 582,443 de la ligne de Niversac à Agen, entre les gares de Castelnaud-Fayrac (fermée) et de Sarlat.

## Histoire
La station de « Vézac » est mise en service le 2 juillet 1882, sur le territoire de la commune de Vézac, à proximité du village de Beynac, par la compagnie du chemin de fer de Paris à Orléans (PO) lorsqu'elle ouvre à l'exploitation la section de Siorac à Sarlat de sa « ligne de Saint-Denis au Buisson avec embranchement sur Gourdon ». Pour sa première année d'exploitation (six mois), la recette de la gare de « Vézac » est de 18 492 francs.
Elle est fermée en 1978.

## Service des voyageurs
Gare fermée.

## Patrimoine ferroviaire

### Bâtiment voyageurs
L'ancien bâtiment voyageurs d'origine, désaffecté du service ferroviaire, est devenu une habitation privée. C'est un bâtiment type à quatre ouvertures, avec un étage sous une toiture à deux pans.

### Halle à marchandises
L'ancienne halle à marchandises, désaffectée du service ferroviaire, est utilisée pour une activité privée.